# Collinsium ciliosum
Collisium ciliosum (лат.) — вид ископаемых онихофор или, по более ранней классификации, вид из группы Xenusia, существовавший в кембрийском периоде. Остатки найдены в отложениях формации Сяошиба в китайской провинции Юньнань. Вид является родственником галлюцигении. Жили Collinsium ciliosum примерно 508—505 млн лет назад, то есть через несколько миллионов лет после окончания кембрийского взрыва. К слову, галлюцигения также появилась в это время, возможно, несколько раньше.

## Этимология
Родовое название дано в честь палеонтолога Десмонда Коллинза, первооткрывателя галлюцигении. Видовое название ciliosum означает «волосатый».

## Описание
Тело червя было достаточно мягким и состояло из сегментов. В первом сегменте было шесть пар конечностей, покрытых тонкими щетинками, которые вероятно использовались для фильтрации воды и вылова мелкого зоопланктона. В каждом из девяти следующих сегментов располагалось по одной паре конечностей, на кончиках которых были особые когти. Однако и они, как считают учёные, не были предназначены для передвижения по морскому дну. Скорее всего последние пары ножек и в частности когти служили для закрепления на любой поверхности: камнях, водорослях.
Сидячий образ жизни и мягкое тело делали Collinsium ciliosum очень лёгкой добычей для любого хищника. Однако 72 острые, крепкие и достаточно большие колючки, расположенные по всему телу, возможно, использовались для защиты. На один сегмент тела приходилось минимум 5 шипов. Это один из древнейших известных случаев применения защитной брони в эволюции.